# スクシニルCoAヒドロラーゼ
スクシニルCoAヒドロラーゼ(Succinyl-CoA hydrolase、EC 3.1.2.3)は、以下の化学反応を触媒する酵素である。
スクシニルCoA+水{\displaystyle \rightleftharpoons }補酵素A+コハク酸
従って、この酵素の2つの基質はスクシニルCoAと水、2つの生成物は補酵素Aとコハク酸である。
この酵素は、加水分解酵素に分類され、特にチオエステル結合に作用する。系統名は、スクシニルCoAヒドロラーゼである。この酵素は、クエン酸回路に関与している。